# 1250
Năm 1250 là một năm trong lịch Julius.

## Sinh
- Pietro d'Abano, bác sĩ, nhà triết học, nhà chiêm tinh Ý (mất 1316)
- Guido Cavalcanti, nhà thơ người Ý (mất 1300)
- Dmitri của Pereslavl, Đại công tước của Vladimir-Suzdal (mất năm 1294)
- Pierre Dubois, nhà xuất bản Pháp (khoảng thời; được 1312)
- Moses de Leon, trình biên dịch của Zohar (khoảng ngày; mất năm 1305)
- Giovanni Pisano, nhà điêu khắc người Ý (khoảng thời; mất năm 1314)
- Ben Asher Yehiel, Jewish Talmudist (khoảng ngày; mất năm 1328)
- 17 tháng 9 - Robert II của Artois